# Артур Еванс
Сер Артур Џон Еванс (енгл. Sir Arthur John Evans; Неш Милс, 8. јул 1851 — Боарс Хил, 11. јул 1941) био је британски археолог, чије је најчувеније откриће локалитета минојске културе у Кнососу на Криту. Артур је син познатог геолога и археолога Џона Еванса. Од објављених књига две књиге су преведене на српски језик и обе су путописи са наших простора. Пјешке кроз Босну и Херцеговину током устанка аугуста и септембра 1875. (у којој је писао и о српском језику Дубровчана)  и Илирска писма. 

## Откриће Кнососа
Артур Еванс је био присталица рада Хајнриха Шлимана, који је отркио Троју (на простору Мале Азије ) и Микену (на Пелопонезу). Шлиман је претпоставио да Крит мора имати везу са Микенском цивилизацијом, међутим до истраживања није дошло, јер се острво налазило под турском влашћу.
Еванс је проучавао Микену, посебно правоугаоне критске печате. На основу проучавања претпоставио је да микенска култура води порекло са Крита. Када је острво ослобођено од турске власти, Еванс је почео са откопавањима и 1900. године откривена је палата у Кнососу, као и велики број глинених плочица. Истражени су локалитети и у Фестосу и Агија Тријади.
Утврђен је и развој критског писма. У почетку је коришћено пиктографско писмо (од око 2000. до 1650. године п. н. е.). У наредном периоду (од око 1650. до 1450. године п. н. е.) користио се Линеар А, слоговно писмо, које нема везе са грчким писмом и које је настало од трећине питкографских знакова, док су остатак чинили потпуно нови, непознати знаци. Линеар А није дешифрован.
У периоду од 1450. до 1200. године п. н. е. користио се Линеар Б, које је дешифровао Мајкл Вентрис уз помоћ Џона Чедвика. 1952. године изнето је мишљење да је Линеар Б заправо грчко писмо и уз помоћ кипарског слоговног писма дешифровано је десет грчких речи (попут градова Кносос, Пилос и сл). До данас је већи део писма дешифрован. Отркивени су знакови за слогове, одвајање, бројеве и идеограми. Међутим још увек није утврђено да ли је Линеар Б варијанта Линеара А.
Диск из Фестоса отркивен је 1908. године, у удубљењу у поду. Текст на диску је спирално увијен на центру. Претпоставља се да је у питању слоговно писмо са простора Мале Азије.
- Палата у Кнососу
- Диск из Фестоса
- Локалитет у Кнососу

## Периодизација Артура Еванса
Артур Еванс је дао периодизацију Минојске цивилизације, која је названа по митском краљу Миноју. Рану историју је поделио на:
- Рано минојски период (2800—2000. године п. н. е.)
- Средње минојски период (2000—1550. године п. н. е.)
- Касно минојски период (1550—1050. године п. н. е.)